# Guy II. de la Roche
Guy II. de la Roche (grč. Γκυ Β΄ ντε Λα Ρος; 1280. – 5. listopada 1308.) bio je grčki plemić, vojvoda Atene; posljednji vojvoda Atene iz svoje obitelji. Postao je vojvoda nakon očeve smrti, 1287., te je bio jedan od najbogatijih grčkih plemića jer je Atena bila moćnija i bogatija čak i od Kneževine Ahaje.
Njegovi su roditelji bili vojvotkinja Helena (kći Ivana Duke) i njezin muž, vojvoda Vilim I. (Γουλιέλμος). Guy je bio još maloljetan u trenutku očeve smrti, pa je njegova majka, poznata po ljepoti, vladala kao njegov tutor i regentica. U prosincu 1289. Helena je priznala princezu (ili kneginju) Izabelu od Villehardouina za osobu koja joj je nadređena te je Guy kasnije učinio isto.
1299. Guy je zaručen za Matildu od Hainauta, kćer Izabele; poslije je oženio Matildu, no bili su bez djece.
1301. Guy je sa svojim trupama otišao u borbu protiv Grka Epirske Despotovine kojima je zapovijedao despot Toma I. Komnen Duka, a koji su bili napali Guyeovog bratića, lorda Ivana II. Duku. Guyu je pomagao lord Nikola od Saint-Omera.
Guy je 1307. godine bailli Ahaje.
Umro je 5. listopada 1308. te je pokopan u manastiru Dafni.